# Sandnes
Pour l’article homonyme, voir Sandnes (Nordland).
Sandnes  est une ville, et une commune du comté norvégien du Rogaland. Elle est par le nombre d'habitants la septième ville de Norvège.

## Histoire
Sandnes a été séparée de Høyland et est devenue commune à part entière en 1861. Les communes de Høyland et Høle (et une partie de Hetland) ont été réintégrées à Sandnes en 1957 et 1965.
De par son importante industrie céramique, liée à la forte présence d’argile dans les environs, Sandnes fut surnommée en Norvège « la ville de la poterie ».
La ville de Sandnes se situe 15 kilomètres au sud de Stavanger. L’expansion démographique des 2 villes les a fait se rapprocher, si bien qu’elles font aujourd’hui pratiquement partie d’une même agglomération. A l’ouest, se trouve la commune de Sola, au sud Klepp et Time, à l’est Gjesdal et Forsand. Le fjord Gandsfjord est situé sur un axe nord-sud et se termine dans le centre de Sandnes.

## Géographie
Le relief dans la région de Stavanger et Sandnes est relativement plat. Sur la côte ouest se trouvent plusieurs plages. À l’intérieur des terres, un paysage de plaines avec quelques sommets atteignant les 400-500 mètres d’altitude, du haut desquels on peut admirer un imposant panorama dans toutes les directions. Sandnes se trouve à une heure de voiture des premières stations de ski. Le célèbre Lysefjord est facilement accessible en voiture ou bateau.

## Aménagements
Sandnes est connu en Norvège pour être la ville du vélo, offrant de nombreuses routes aménagées à cet effet ainsi qu’un service de vélopartage. Le fabricant de bicyclettes Øglænd DBS y fut installé pendant plusieurs décennies.

## Économie
Les zones d’activités économiques se trouvent au sud dans le district de Ganddal et au nord à Lura et Forus près de Stavanger, les principales activités représentées sont l’exploration pétrolière et les services en informatique. D’importantes zones commerciales sont implantés entre Sandnes et Stavanger, et notamment Kvadrat (le carré), le plus gros centre commercial de Norvège. L’entreprise de porcelaine Figgjo AS est installée dans le district de Figgjo.

## Sport
L’équipe de football Sandnes Ulf figure actuellement parmi les mieux classées de la 2e division norvégienne. 

## Santé
Sandnes est la seule ville de Norvège à appartenir au réseau de villes saines de l’Organisation mondiale de la santé.

## Blason
Le blason actuel date de 1972 et représente un ocarina. Les ocarinas fabriqués à Sandnes, les sandnesgauker, sont réputés en Norvège.

## Personnalités célèbres
- Mette Grøtteland, première femme pilote de chasse de la Force aérienne royale norvégienne. Reconvertie depuis 2004 en pilote d'hélicoptère de sauvetage, y est née.
- Jakob Ingebrigtsen, champion olympique du 1 500 mètres en 2021 à Tokyo et champion du monde du 5 000 mètres en 2022 à Eugene.

## Liens externes

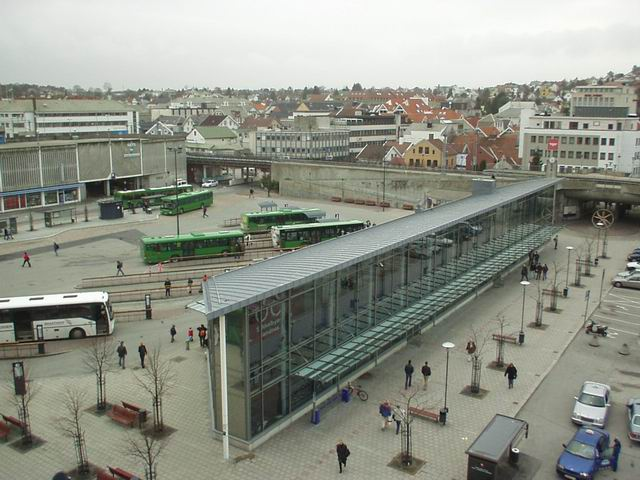
Vue sur Sandnes depuis la station de bus Ruten.